# Zarika, Sokal
Zarika (în ucraineană Заріка) este un sat în comuna Dvirți din raionul Sokal, regiunea Liov, Ucraina.

## Demografie
Componența lingvistică a localității Zarika
     Ucraineană (99,55%)
     Alte limbi (0,45%)
Conform recensământului din 2001, majoritatea populației localității Zarika era vorbitoare de ucraineană (99,55%), existând în minoritate și vorbitori de alte limbi.